# Kolcykeln

Översiktsschema över kolets kretslopp

Kolcykeln, kolets kretslopp, är ett biogeokemiskt kretslopp genom vilket kol omsätts mellan jordens kolreservoarer – biosfären, geosfären, hydrosfären och atmosfären. Kolcykeln delas upp i den snabba och den långsamma kolcykeln. I den snabba kolcykeln cirkulerar kol mellan atmosfären, biosfären och hydrosfären. I den långsamma kolcykeln cirkulerar kol mellan den snabba kolcykeln och geosfären (litosfären eller berggrunden). Omloppstiderna i den snabba kolcykeln är från 1-100, eller 1000 år. I den långsamma kolcykeln är omloppstiderna miljontals år. Globalt släpper mänskligheten ut cirka 7,8 miljarder ton fossilt kol per år. Det är cirka 80 gånger mer än det naturliga tillflödet från vulkaner, som ungefär balanseras av den naturliga inlagringen i berggrunden genom tektonisk nedtransport av kolrika havssediment. Hastigheten för naturlig inlagring i berggrund bestäms av hastigheten för kemisk vittring av berggrunden, vilket frigör katjoner som kalium (K[+]) och natrium (Na[+]) vilka når laddningsbalans med bikarbonat (HCO3[-]). Bikarbonat transporteras i floder till oceanen. Där reagerar bikarbonat med kalcium (Ca[2+]) och fälls ut som kalksten (CaCO3) på havsbotten. Fossila bränslen lagrades in i berggrunden för mellan 50 och 500 miljoner år sedan..

## Atmosfären
I jordens atmosfär finns kol främst i form av koldioxid (CO2) som, trots att det bara utgör cirka 0,0415 procent (415 ppm januari 2021) av atmosfären, har en stor betydelse för livet på jorden. Kol finns även i andra så kallade växthusgaser, som metan och klorfluorkarboner, som driver den globala uppvärmningen.
I atmosfären finns omkring 830 miljarder ton kol. Genom förbränning av fossila bränslen och cementproduktion överförs årligen cirka 7,8 miljarder ton kol från geosfären till atmosfären. 1,1 miljarder ton tillförs årligen atmosfären på grund av den ändrade markanvändningen. Från atmosfären transporteras netto 2,3 miljarder ton till hydrosfären (av ett totalt utbyte på 80 miljarder ton) och netto 2,7 miljarder ton till biosfären (av ett utbyte på drygt 120 miljarder ton}. Sammanfattningsvis ökar mängden kol i atmosfären med cirka 4 miljarder ton per år.
Kol lämnar atmosfären genom: 
1. Växternas fotosyntes då koldioxiden omvandlas till kolhydrater och syre.
2. Vid ytvattnet vid polerna där det svala vattnet kan lösa upp koldioxiden.
3. Erosion av sedimentära bergarter som kalksten, marmor och kalk. Koldioxid löst i vatten förbrukas när kalciumkarbonat omvandlas till lermineral.

Kol återförs till atmosfären genom: 
1. djur och människors andning, en exoterm reaktion där glukos och andra organiska molekyler bryts ned till koldioxid och vatten.
2. att bakterier och svampar i närvaro av syre bryter ned kolet i döda djur och växter och omvandlar det till koldioxid (till metan om inget syre finns).
3. förbränning av organiska material som kol, petroleum och naturgas då kolet oxideras till koldioxid.
4. att det varma ytvattnet i oceanerna släpper ifrån sig koldioxid.
5. vulkanutbrott då bland annat vattenånga, koldioxid och svaveldioxid släpps ut i atmosfären.

## Biosfären
Liksom kol spelar en central roll i biosfären för såväl cellernas struktur, biokemi och näringsupptagning har livet en mycket aktiv roll i kolcykeln.
I växterna finns omkring 450–650 miljarder ton kol.
1. Autotrofer producerar organiskt material genom sin fotosyntes då koldioxid hämtas från atmosfären och ombildas till kol. De viktigaste autotroferna är träden på land och fytoplankton i havet.
2. Inom biosfären kan kol transporteras via heterotrofer som konsumerar autotrofer och andra heterotrofer, förutom människan även bakterier och svampar.
3. Det mesta kolet lämnar biosfären genom aerobisk andning som frigör koldioxid till atmosfären eller hydrosfären. Vid anaerobiska processer frigörs istället metan (så kallad flatulens).
4. Kol kan också lämna biosfären då dött organiskt material (som torv) blir en del av geosfären.
5. Kunskapen om kolets kretslopp i djuphaven är fortfarande bristfällig.

## Oceanerna
I oceanerna spelar oorganiskt kol (kolföreningar utan kol-kol- eller kol-väte-bindningar) en viktig roll för kolets kretslopp och för regleringen av pH-nivåerna. Kol transporteras från haven till atmosfären i form av koldioxid och när koldioxid transporteras från atmosfären till haven bildas kolsyra (CO2 + H2O ⇌ H2CO3). Balansen i pH-halten uppnås genom en motsatt reaktion då vätejoner och bikarbonat frigörs (H2CO3 ⇌ H+ + HCO3). I hydrosfären finns omkring 40 000 miljarder ton kol varav nästan allt i djuphaven.

## Amazonas regnskog
Även stora regnskogar, som den i Amazonas, är viktiga för den globala kolcykeln. Växterna binder atmosfäriskt kol i form av koldioxid genom sin fotosyntes.
När växterna dör blir de till mat för nedbrytare (främst bakterier och svampar i marken) som konsumerar det kol som växterna bundit och återför det till atmosfären som koldioxid. På några års sikt tillför eller bortför därför inte regnskogarna koldioxid till atmosfären. Det finns dock studier som antyder att regnskogar, möjligen som ett resultat av globala klimatförändringar, är sänkor för koldioxid.